# Stelvio Cipriani
Stelvio Cipriani (Roma, 20 agosto 1937 – Roma, 1º ottobre 2018) è stato un musicista e compositore italiano.
Autore di colonne sonore cinematografiche, sin da giovane è stato avviato allo studio della musica. Ha composto le musiche per oltre 300 film tra cui Anonimo veneziano che gli ha dato la fama mondiale vendendo 14 milioni di dischi. Ha lavorato, tra gli altri, con Steno, Mario Bava, Lucio Fulci, Carlo Lizzani, Stelvio Massi, Dino Risi e Luciano Ercoli. Alcuni dei suoi brani sono stati molto apprezzati da registi stranieri come Quentin Tarantino e inseriti in altri lungometraggi.

## Biografia
Conseguito il diploma in pianoforte e composizione presso il Conservatorio Santa Cecilia, si guadagnò da vivere suonando sulle navi da crociera e come accompagnatore di cantanti di musica leggera quali Rita Pavone, Tony Renis e Peppino Di Capri. Per un breve periodo negli Stati Uniti trovò anche l'occasione di essere seguito da Dave Brubeck.

Stelvio Cipriani ospite con Antonella Lualdi al Giffoni Film Festival nel 1975

Ritornato in Italia, iniziò a comporre colonne sonore con The Bounty Killer e altri film di produzione minore, tra i quali il western Un uomo, un cavallo, una pistola del cui tema Henry Mancini realizzò un arrangiamento nel 1968 (A Man, a Horse and a Gun) che ottenne un buon successo discografico. Nel 1970 le musiche per Anonimo veneziano gli diedero una notevole popolarità facendogli vincere anche il Nastro d'argento. Si dedicò quindi ai generi cinematografici più diversi, soprattutto drammatici, gialli e horror. Dal 1972, con La polizia ringrazia, divenne uno dei principali autori di colonne sonore del filone poliziesco, con attori molto noti quali Tomas Milian, Franco Gasparri e Maurizio Merli. Compose anche musiche per alcuni sceneggiati televisivi, come Dov'è Anna? che riscosse un incredibile successo di pubblico, e per film di produzione statunitense quali Tentacoli e Piraña paura, primo film di James Cameron. Negli anni ottanta ottenne altri buoni consensi con le colonne sonore per Un povero ricco, Blu elettrico e Don Bosco. All'inizio degli anni novanta, con l'arrivo delle telenovelas venezuelane trasmesse da Rete 4 che ebbero un altissimo numero di ascolti, curò le musiche dell'edizione italiana di 13 lavori, tra cui Topazio, Manuela e Milagros.
Lavorò poi a molti documentari, al musical Maria di Nazareth. Una storia che continua... (con interprete principale nelle vesti di Maria il soprano Alma Manera) e ad alcuni brani su commissione della Santa Sede. Compose e diresse Tema di Karol e una Messa dedicata a Giovanni Paolo II. Firmò la canzone Turning round per il film Se ti piace... vai... e la sigla della serie TV anime Reporter Blues.
Curiosità vuole che sia stato proprio il maestro Stelvio Cipriani, con Federico Fellini, a creare la parola "filmico" applicata alla musica, intesa come OST Film Scores, riferendosi a come alcune colonne sonore ispirino immediatamente chiare immagini cinematografiche nella fase di editing e montaggio.
Nel 2007 fu tra gli ospiti della Notte degli Angeli, dedicata alla mistica Natuzza Evolo, trasmessa da Rai International il 9 aprile.
Nel 2016 prese parte alle riprese del docufilm a episodi Diario Di Bordo, Inside The Outsider dell'artista internazionale Veronica Vitale. Inoltre Stelvio Cipriani rientra insieme a Joe Jackson e Bootsy Collins tra i principali production counselor del progetto discografico   "Inside The Outsider" prodotto da Veronica Vitale a Cincinnati. Nel 2017, Veronica Vitale ha inoltre avuto modo di comporre e registrare a Roma, l'ultimo brano del repertorio in vita del Maestro Cipriani, un'opera complessa caratterizzata eseguita con pianoforte a quattro mani. Questo progetto le ha permesso di ereditare uno degli ultimi capolavori inediti di Cipriani, sotto la guida esperta dello storico produttore Giuseppe Giacchi.

### Morte
Colpito da ischemia il 23 dicembre 2017, è morto in una casa di cura a Roma il 1º ottobre 2018 a 81 anni. Al termine del funerale, nella Chiesa degli artisti in piazza del Popolo, è stato sepolto nel cimitero del Verano di Roma.

## Filmografia

### Cinema
- The Bounty Killer (El precio de un hombre), regia di Eugenio Martín (1966)
- Un uomo, un cavallo, una pistola, regia di Luigi Vanzi (1967)
- Luana la figlia delle foresta vergine, regia di Roberto Infascelli (1968)
- I diavoli della guerra, regia di Bitto Albertini (1969)
- Agguato sul Bosforo, regia di Luigi Batzella (1969)
- Una su 13, regia di Nicolas Gessner e Luciano Lucignani (1969)
- Femina ridens, regia di Piero Schivazappa (1969)
- La legge della violenza (Tutti o nessuno), regia di Gianni Crea (1969)
- Esotika Erotika Psicotika (The Lickerish Quartet), regia di Radley Metzger (1970)
- Anonimo veneziano, regia di Enrico Maria Salerno (1970)
- Intimità proibite di una giovane sposa, regia di Oscar Brazzi (1970)
- La belva, regia di Mario Costa (1970)
- Perversione flash (Whirlpool), regia di José Ramón Larraz (1970)
- La lunga notte dei disertori, regia di Mario Siciliano (1970)
- Edipeon, regia di Lorenzo Artale (1970)
- Le Mans - Scorciatoia per l'inferno, regia di Osvaldo Civirani (1970)
- Se t'incontro t'ammazzo, regia di Gianni Crea (1971)
- Deviation, regia di José Ramón Larraz (1971)
- Il diavolo a sette facce, regia di Osvaldo Civirani (1971)
- A cuore freddo, regia di Riccardo Ghione (1971)
- La morte cammina con i tacchi alti, regia di Luciano Ercoli (1971)
- Blindman, regia di Ferdinando Baldi (1971)
- Rapporto a tre (Cometogether), regia di Saul Swimmer (1971)
- Reazione a catena, regia di Mario Bava (1971)
- L'iguana dalla lingua di fuoco, regia di Riccardo Freda (1971)
- L'uomo più velenoso del cobra, regia di Bitto Albertini (1971)
- La lunga spiaggia fredda, regia di Ernesto Gastaldi (1971)
- Testa t'ammazzo, croce... sei morto - Mi chiamano Alleluja, regia di Giuliano Carnimeo (1971)
- La lunga ombra del lupo, regia di Gianni Manera (1971)
- Il sesso del diavolo - Trittico, regia di Oscar Brazzi (1971)
- La redada, regia di José Antonio de la Loma (1971)
- I due della F. 1 alla corsa più pazza, pazza del mondo, regia di Osvaldo Civirani (1971)
- I due pezzi da 90, regia di Osvaldo Civirani (1971)
- La tua presenza nuda! (Night Child), regia di James Kelley (1971)
- Il magnifico west, regia di Gianni Crea (1972)
- Estratto dagli archivi segreti della polizia di una capitale europea, regia di Riccardo Freda (1972)
- Il mio corpo con rabbia, regia di Roberto Natale (1972)
- Il West ti va stretto, amico... è arrivato Alleluja, regia di Giuliano Carnimeo (1972)
- Gli orrori del castello di Norimberga, regia di Mario Bava (1972)
- La polizia ringrazia, regia di Steno (1972)
- L'assassino... è al telefono, regia di Alberto De Martino (1972)
- Maschi e femmine, regia di Francesco Scardamaglia e Augusto Caminito (1972)
- Metti lo diavolo tuo ne lo mio inferno, regia di Bitto Albertini (1972)
- Racconti proibiti... di niente vestiti, regia di Brunello Rondi (1972)
- Timanfaya, regia di José Antonio de la Loma (1972)
- Uccidere in silenzio, regia di Giuseppe Rolando (1972)
- Incensurato provata disonestà carriera assicurata cercasi, regia di Marcello Baldi (1972)
- El más fabuloso golpe del Far-West, regia di José Antonio de la Loma (1972)
- Leva lo diavolo tuo dal... convento (Frau Wirtins tolle Töchterlein), regia di Franz Antel (1973)
- 24 ore... non un minuto di più, regia di Franco Bottari (1973)
- ...e continuavano a mettere lo diavolo ne lo inferno, regia di Bitto Albertini (1973)
- La mano spietata della legge, regia di Mario Gariazzo (1973)
- Tre per una grande rapina (Le mataf), regia di Serge Leroy (1973)
- La polizia sta a guardare, regia di Roberto Infascelli (1973)
- Oi teleftaioi tou Rupel, regia di Grigoris Grigoriou (1973)
- Qualcuno ha visto uccidere... (Un par de zapatos del '32), regia di Rafael Romero Marchent (1974)
- Squadra volante, regia di Stelvio Massi (1974)
- Che matti... ragazzi! (Dschungelmädchen für zwei Halunken), regia di Ernst Hofbauer (1974)
- Cani arrabbiati, regia di Mario Bava (1974)
- I figli di Zanna Bianca, regia di Maurizio Pradeaux (1974)
- La moglie giovane, regia di Giovanni D'Eramo (1974)
- La polizia chiede aiuto, regia di Massimo Dallamano (1974)
- Processo per direttissima, regia di Lucio De Caro (1974)
- Il venditore di palloncini, regia di Mario Gariazzo (1974)
- Ordine firmato in bianco, regia di Gianni Manera (1974)
- La polizia ha le mani legate, regia di Luciano Ercoli (1975)
- Lo straniero di silenzio, regia di Luigi Vanzi (1975)
- Frankenstein all'italiana, regia di Armando Crispino (1975)
- Un matrimonio immorale (Der zweite Frühling), regia di Ulli Lommel (1975)
- Gli angeli dalle mani bendate, regia di Oscar Brazzi (1975)
- Che stangata ragazzi (Zwei Teufelskerle auf dem Weg ins Kloster), regia di Ernst Hofbauer (1975)
- I quattro del clan dal cuore di pietra (El clan de los Nazarenos), regia di Joaquín Luis Romero Marchent (1975)
- Il richiamo del lupo, regia di Gianfranco Baldanello (1975)
- Mark il poliziotto, regia di Stelvio Massi (1975)
- I sette del gruppo selvaggio, regia di Gianni Crea (1975)
- Due cuori, una cappella, regia di Maurizio Lucidi (1975)
- Furia nera, regia di Demofilo Fidani (1975)
- Il medaglione insanguinato, regia di Massimo Dallamano (1975)
- Peccato senza malizia, regia di Theo Campanelli (1975)
- Promessa sposa (Pepita Jiménez), regia di Rafael Moreno Alba (1975)
- Le deportate della sezione speciale SS, regia di Rino Di Silvestro (1976)
- Mark colpisce ancora, regia di Stelvio Massi (1976)
- Quelli della calibro 38, regia di Massimo Dallamano (1976)
- Storia d'amore con delitto (Blondy), regia di Sergio Gobbi (1976)
- Dedicato a una stella, regia di Luigi Cozzi (1976)
- Le due orfanelle, regia di Leopoldo Savona (1976)
- Mettetemi in galera... ma subito (Babanin Evlatlari), regia di Ernst Hofbauer (1976)
- La padrona è servita, regia di Mario Lanfranchi (1976)
- Quel pomeriggio maledetto, regia di Mario Siciliano (1977)
- Poliziotto sprint, regia di Stelvio Massi (1977)
- Torino violenta, regia di Carlo Ausino (1977)
- Suor Emanuelle, regia di Giuseppe Vari (1977)
- Tentacoli, regia di Ovidio G. Assonitis (1977)
- Cara sposa, regia di Pasquale Festa Campanile (1977)
- La polizia è sconfitta, regia di Domenico Paolella (1977)
- L'avventurosa fuga, regia di Enzo Doria (1978)
- Poliziotto senza paura, regia di Stelvio Massi (1978)
- Un poliziotto scomodo, regia di Stelvio Massi (1978)
- Non sparate sui bambini, regia di Gianni Crea (1978)
- Enfantasme (L'enfant de la nuit), regia di Sergio Gobbi (1978)
- Memoria, regia di Francisco Macián (1978)
- Scorticateli vivi, regia di Mario Siciliano (1978)
- Questo sì che è amore, regia di Filippo Ottoni (1978)
- Il triangolo delle Bermude (El Triángulo diabólico de las Bermudas), regia di René Cardona Jr. (1978)
- La signora ha fatto il pieno (Es pecado... pero me gusta), regia di Juan Bosch (1978)
- Provincia violenta, regia di Mario Bianchi (1978)
- Bermude: la fossa maledetta, regia di Tonino Ricci (1978)
- Malabestia, regia di Leonida Leoncini (1978)
- Papaya dei Caraibi, regia di Joe D'Amato (1978)
- Solamente nero, regia di Antonio Bido (1978)
- Sono stato un agente C.I.A., regia di Romolo Guerrieri (1978)
- Piccole labbra, regia di Domenico Cattarinich (1979)
- Duri a morire, regia di Joe D'Amato (1979)
- Il fiume del grande caimano, regia di Sergio Martino (1979)
- Sbirro, la tua legge è lenta... la mia... no!, regia di Stelvio Massi (1979)
- La supplente va in città, regia di Vittorio De Sisti (1979)
- Midnight blue, regia di Raimondo Del Balzo (1979)
- Incontri con gli umanoidi (Encuentro en el abismo), regia di Tonino Ricci (1979)
- Torino centrale del vizio, regia di Bruno Vani e Renato Polselli (1979)
- Concorde Affaire '79, regia di Ruggero Deodato (1979)
- Bersaglio altezza uomo, regia di Guido Zurli (1979)
- Libidine, regia di Raniero Di Giovanbattista (1979)
- Un'ombra nell'ombra, regia di Pier Carpi (1979)
- Pensione amore servizio completo, regia di Luigi Russo (1979)
- Lady Lucifera (Polvos mágicos), regia di José Ramón Larraz (1979)
- La vedova del trullo, regia di Franco Bottari (1979)
- Incubo sulla città contaminata, regia di Umberto Lenzi (1980)
- Poliziotto - Solitudine e rabbia, regia di Stelvio Massi (1980)
- Journal d'une maison de correction, regia di Georges Cachoux (1980)
- Carnada, regia di José Juan Munguía e Douglas Sandoval (1980)
- Buitres sobre la ciudad, regia di Gianni Siragusa (1980)
- Tres Mujeres De Hoy, regia di Germán Lorente (1980)
- Mafia, una legge che non perdona, regia di Roberto Girometti (1980)
- Orgasmo nero, regia di Joe D'Amato (1980)
- Paradiso blu, regia di Joe D'Amato (1980)
- Speed Driver, regia di Stelvio Massi (1980)
- Tony, l'altra faccia della Torino violenta, regia di Carlo Ausino (1980)
- El poderoso influjo de la luna, regia di Antonio del Real (1981)
- Pierino il fichissimo, regia di Alessandro Metz (1981)
- L'ultimo harem, regia di Sergio Garrone (1981)
- Buona come il pane, regia di Riccardo Sesani (1981)
- Desperate moves, regia di Ovidio G. Assonitis (1981)
- Il falco e la colomba, regia di Fabrizio Lori (1981)
- L'ultima volta insieme, regia di Ninì Grassia (1981)
- Piraña paura (Piranha II: The Spawning), regia di James Cameron (1982)
- Il sommergibile più pazzo del mondo, regia di Mariano Laurenti (1982)
- Porno: situación límite, regia di Manuel Esteba (1982)
- La villa delle anime maledette, regia di Carlo Ausino (1982)
- Cambogia Express (Angkor: Cambodia Express), regia di Lek Kitaparaporn (1982)
- È forte un casino!, regia di Alessandro Metz (1982)
- Los líos de Estefanía, regia di Augusto Fenollar (1982)
- La vocazione di Suor Teresa (La voce), regia di Brunello Rondi (1982)
- La casa del tappeto giallo, regia di Carlo Lizzani (1983)
- Un povero ricco, regia di Pasquale Festa Campanile (1983)
- Rush, regia di Tonino Ricci (1983)
- Sea's woman - La donna del mare, regia di Sergio Pastore (1984)
- Maladonna, regia di Bruno Gaburro (1984)
- Rage - Fuoco incrociato, regia di Tonino Ricci (1984)
- Un tenero tramonto, regia di Raimondo Del Balzo (1984)
- Squadra selvaggia, regia di Umberto Lenzi (1985)
- Mercenari dell'apocalisse, regia di Leandro Lucchetti (1986)
- 3 Supermen in Santo Domingo, regia di Italo Martinenghi (1986)
- Penombra, regia di Bruno Gaburro (1986)
- Questione d'onore (Rage of honor), regia di Gordon Hessler (1987)
- Tango blu, regia di Alberto Bevilacqua (1987)
- Uccelli 2 - La paura (El ataque de los pájaros), regia di René Cardona Jr. (1987)
- La notte degli squali, regia di Tonino Ricci (1988)
- Fuoco incrociato, regia di Alfonso Brescia (1988)
- Blu elettrico, regia di Elfriede Gaeng (1988)
- Don Bosco, regia di Leandro Castellani (1988)
- Taxi Killer, regia di Stelvio Massi (1988)
- Bangkok... solo andata, regia di Fabrizio Lori (1989)
- Presunto violento (Présumé dangereux), regia di Georges Lautner (1990)
- Un metro all'alba, regia di Fabrizio Lori (1990)
- Grazie al cielo, c'è Totò, regia di Stefano Pomilia (1991)
- Voci dal profondo, regia di Lucio Fulci (1991)
- Madre padrona, regia di Stefano Pomilia (1991)
- Out of Control, regia di Ovidio G. Assonitis e Robert Barrett (1992)
- L'urlo della verità, regia di Stelvio Massi (1992)
- La ragnatela del silenzio - A.I.D.S., regia di Leandro Lucchetti (1994)
- Mashamal - Ritorno al deserto, regia di Paolo Fondato (1998)
- Queen's messenger, regia di Mark Roper (2001)
- Orient Express - Viaggio senza ritorno (Death, deceit and destiny aboard the Orient Express), regia di Mark Roper (2001)
- She, regia di Timothy Bond (2001)
- L'acqua... il fuoco, regia di Luciano Emmer (2003)
- La mia vita a stelle e strisce, regia di Massimo Ceccherini (2003)
- Languore, regia di Lorenzo Sportiello - cortometraggio (2004)
- Terapia Roosevelt, regia di Vittorio Muscia (2006)
- Pochi giorni per capire, diretto da Carlo Fusco (2009)
- Prigioniero di un segreto, diretto da Carlo Fusco (2010)

### Televisione
- I racconti del maresciallo, regia di Mario Soldati – miniserie TV (1968)
- Dov'è Anna?, regia di Piero Schivazappa – miniserie TV (1976)
- Il fauno di marmo, regia di Silverio Blasi – miniserie TV (1977)
- Maternale, regia di Giovanna Gagliardo – film TV (1980)
- Nucleo zero, regia di Carlo Lizzani – miniserie TV (1984)
- Western di cose nostre, regia di Pino Passalacqua – miniserie TV (1984)
- Baciami strega, regia di Duccio Tessari – serie TV (1985-1986)
- Atelier, regia di Vito Molinari – serie TV (1986 - 1987)
- Il vizio di vivere, regia di Dino Risi – film TV (1989)
- Voglia di vivere, regia di Lodovico Gasparini – film TV (1990)
- ...Se non avessi l'amore, regia di Leandro Castellani – film TV (1991)
- Vita coi figli, regia di Dino Risi – miniserie TV (1991)
- Topazio – telenovela (ediz. Italiana 1989)
- Ribelle – telenovela (ediz. Italiana 1990)
- La donna del mistero – telenovela (ediz. italiana 1990)
- Manuela – telenovela (1991)
- Maria – telenovela (2' ediz. italiana 1992)
- Milagros – telenovela (ediz. italiana 1994)
- I due volti dell'amore – telenovela (ediz. italiana 1997)
- Mio padre è innocente, regia di Vincenzo Verdecchi – miniserie TV (1997)
- Il destino ha 4 zampe, regia di Tiziana Aristarco – film TV (2002)
- Le cinque giornate di Milano, regia di Carlo Lizzani – miniserie TV (2004)
- Trilussa - Storia d'amore e di poesia, regia di Lodovico Gasparini – miniserie TV (2013)

## Discografia parziale

### Album
- 1970 – Anonimo veneziano

### Singoli
- 1970 – Anonimo veneziano

## Opere letterarie
- Stelvio Cipriani, Pino Amendola e Rosario M. Montesanti, Anonimo romano, 2016., autobiografia

## Riconoscimenti
- Nastro d'argento
  - 1971 – Miglior colonna sonora per Anonimo veneziano

## Onorificenze
Commendatore Ordine al Merito della Repubblica Italiana
«Di iniziativa del Presidente della Repubblica»
— Roma, 4 giugno 1993
Grande ufficiale Ordine al Merito della Repubblica Italiana
«Di iniziativa del Presidente della Repubblica»
— Roma, 2 maggio 1996